# Monori Sándor
Monori Sándor, Róth (Ungvár, 1862. május 2. – Ungvár, 1925. augusztus 17.) színész, igazgató.

## Életútja
Gimnáziumi tanulmányait Szatmárt és Ungvárott végezte és itt érettségizett 1878-ban. 1880-ig mint orvosnövendék a budapesti egyetemre járt. 1880. október havában színész lett Kőszeghy Endre társulatánál, ahol egy félévet töltött; innen elszerződött (1881. húsvét napján) Balogh Alajos, majd Balogh Árpád társulatához került 1881-től 1892-ig, leszámítva két félévet (1884: Bánfalvy Béla, 1889–90: Arad). Közben Miklósy Gyulához került, Kecskemétre, ott volt 1890. október első napjáig. 1890—91-ben Aradon működött, Aradi Gerőnél, 1891—92-ben ifj. Polgár Károlynál, Székesfehérvárott. 1892. húsvét napján színigazgató lett és mint ilyen, 1905. virágvasárnapjáig működött Nagymagyarország számos vidéki színpadán. 1905. április 1-én betegsége miatt nyugdíjba vonult és Ungvárott telepedett le, ahol alig kéthavi ott tartózkodás után megválasztották árvaszéki jegyzőnek. Új hivatása gyakorlása közben megszervezte Ungvárott a »Mozaik Kultúregyesület«-et és egy műkedvelői gárda művészi kiképzése is az ő buzgalmának az eredménye.
Háromszor nősült. Első neje: Kürthi Sarolta, színésznő, sz. 1863. október 17-én, Budán, megh. 1884. június 5-én, Budapesten. Színésznő lett: 1882. április 10-én, Balogh Alajosnál. Második neje: Herczeg Eugénia, színésznő, sz. 1867-ben. Színipályára lépett 1882-ben. 1912. december 17-én nyugalomba ment. (Elvált tőle.) Harmadik neje: Kovács Aurélia, színésznő, sz. 1885. november 20-án, Nagymihályon, akivel 1902-ben lépett házasságra. 1903-ban lett színésznő.

## Működési adatai
1893–94: Kula, Topolya, Zenta, Óbecse; 1894–95: Körmend, Nagyatád, Csáktornya; 1895–96: Békés, Torda, Dicsőszentmárton; 1896–97: Déva, Keszthely, Alsólendva, Csáktornya; 1897–98: Beregszász, Nagymihály, Sátoraljaújhely, Honna, Salgótarján; 1898–99: Erzsébetváros, Gyergyószentmiklós, Dicsőszentmárton, Gyulafehérvár, Szászváros, Beszterce, Szamosújvár; 1899–1900: Szigetvár, Nagyatád, Besztercebánya; 1900–01: Pécska, Csurgó, Alsólendva, Barcs, Balassagyarmat, Nagyatád; 1902: Zombor, Nyitra, Esztergom, Érsekújvár.